# Красный пагр
Красный пагр, или красный морской карась, или красный тай (лат. Pagrus major) — вид лучепёрых рыб из семейства спаровых. Обитает в северо-западной части Тихого океана.

## Описание
Тело красного пагра высокое, округлой формы, сплюснутое с боков. Окраска спины розово-коричневого, а боковых сторон красно-бронзового цвета. В верхней части тела расположены небольшие голубые пятна. Брюхо имеет серебристый цвет. Хвостовой стебель относительно высок, а спина дугообразно изогнута. Рот низкий, губы тонкие. В передней части обеих челюстей находятся крепкие клыки. Красный пагр достигает в длину до 120 см.

## Образ жизни
Обычно обитает на глубинах от 10 до 50 м, преимущественно в районах с каменистым дном, но случается и в районах с мягким дном и на рифах. Взрослые рыбы мигрируют в неглубокие районы для нереста в конце весны — начале лета, мальки рождаются именно в неглубоких районах. Питается придонными беспозвоночными, в частности червями, моллюсками и ракообразными, иногда другими рыбами.

## Значение
Это популярная промысловая рыба повсюду, где она живет. Красный пагр ценится в японской кухне как праздничное блюдо (в японской префектуре Эхиме является даже символом префектуры). Рыба продаётся живой, свежей и мороженой. Используется в пищу жареной, запечённой, варёной и приготовленной на пару. Также используется в китайской народной медицине.